# Championnats d'Europe de tennis de table 1958
Navigation
Édition suivante
Les championnats d'Europe de tennis de table 1958, première édition des championnats d'Europe de tennis de table, ont lieu du 2 au 19 mars 1958 à Budapest, en Hongrie.
Le titre messieurs a été remporté par le hongrois Zoltán Berczik.